# Anastasio di Alessandria
Anastasio (in copto Ⲁⲛⲁⲥⲧⲁⲥⲓⲟⲥ, in arabo انسطاسيوس‎?; Alessandria d'Egitto, ... – Alessandria d'Egitto, 18 dicembre 616) è stato il 36º papa della Chiesa copta, dal 506 fino alla sua morte. Durante il suo regno unì la Chiesa copta d'Alessandria con quella che diventerà la Chiesa ortodossa siriaca di dottrina non calcedoniana.

## Biografia
Era un nobile originario di Alessandria d'Egitto. Prima di diventare papa della Chiesa copta, era prima supervisore della corte patriarcale divenendo poi sacerdote. Venne scelto all'unanimità dai vescovi e dal clero della Chiesa copta come successore di papa Damiano. La sua biografia fu scritta da Severus Ibn al-Muqaffa nella sua Storia dei Patriarchi di Alessandria. Il suo nome non appare nei dizionari biografici della chiesa cristiana. Una possibile ragione di questa omissione è il fatto che, come indicato nella Storia di al-Mugaffa, all'epoca l'influenza delle decisioni prese al Concilio di Calcedonia erano molto seguite sia ad Alessandria sia alla corte di Costantinopoli, capitale dell'Impero romano d’Oriente. 
I vescovi copti non erano al tempo ufficialmente riconosciuti ed era proibito loro anche di entrare ad Alessandria. La chiesa copta era tormentata da questa disposizione presa dall'imperatore Tiberio II Costantino insieme al governatore locale Belisario. La legge continuò ad essere applicata anche dopo la morte di Tiberio, con l'imperatore Maurizio. Dopo l'assassinio di Maurizio da parte di Foca, che lo aveva già destituito, la situazione religiosa peggiorò ulteriormente. Un cittadino di Alessandria che seguiva gli esiti del Concilio di Calcedonia, Eulogio d'Alessandria, scrisse una lettera diffamatoria a Foca riguardante Anastasio. L'imperatore rispose trasferendo il controllo della Chiesa di Cosma e Damiano, e tutte le chiese ad essa dipendente, a Eulogio, che divenne il Patriarca di Alessandria legalmente riconosciuto, sia dall'autorità civile che dalle Chiese cattolica e ortodossa. Anastasio, profondamente rattristato, partì per ritirarsi in un vicino monastero. 
Con le crescenti difficoltà che la sua chiesa stava affrontando a livello nazionale, Anastasio rivolse maggiore attenzione al miglioramento delle relazioni con le altre chiese di veduta dottrinale simile. Queste scelte portarono a maggiori contatti con la Chiesa di Antiochia e il suo neoeletto patriarca Atanasio I Gammolo contrario alle decisioni calcedoniane, in contrapposizione al suo predecessore. Quando Anastasio venne a sapere dell'elezione di Atanasio, gli scrisse una lettera in cui lo lodava per la sua saggezza nel ritirare il supporto al concilio di Calcedonia del suo predecessore e lo esortò a stabilire relazioni più strette, proponendo anche una fusione, tra le chiese miafisite di Alessandria e Antiochia. Dopo aver ricevuto la lettera, Atanasio convocò un sinodo locale insieme ai suoi vescovi su come rispondere al papa copto. Il sinodo decise di inviare una delegazione ad Alessandria per vedere se fosse stato possibile unire le due chiese. La delegazione era composta da Atanasio e da altri cinque vescovi ed all'arrivo alla città egiziana incontrò Anastasio, presumibilmente nel monastero in cui Anastasio alloggiava, in quanto gli era ancora vietato entrare in città. 
Anastasio convocò tutti i vescovi e tutto il clero. Il papa e il patriarca si scambiarono un abbraccio, un bacio di pace e dichiararono che le loro due chiese erano unite nella dottrina. Atanasio soggiornò per circa un mese nel monastero di Anastasio e i due discussero di un'ampia varietà di argomenti, compresa la concretizzazione di questa unione. Alla fine del mese, Atanasio tornò ad Antiochia. 
Anastasio trascorse i restanti anni del suo regno occupandosi delle problematiche della Chiesa copta, non dimenticando le relazioni con la chiesa antiochiana. Scrisse alcuni testi su questioni teologiche e si dice che abbia scritto abbastanza da pubblicare un libro ogni anno. Nel corso dei secoli, tuttavia, molti di questi scritti sono andati persi.

## Culto
Anastasio è considerato un santo dalla Chiesa copta che lo festeggia il 18 dicembre. 